# Rime Raya (Pintu Rime Gayo)
Rime Raya is een bestuurslaag in het regentschap Bener Meriah van de provincie Atjeh, Indonesië. Rime Raya telt 1130 inwoners (volkstelling 2010).